# Shuotèrids
Els shuothèrids (Shuotheriidae) són una família de mamífers primitius que visqueren durant el Juràssic mitjà i superior. Se n'han trobat restes fòssils al Kirguizstan, el Regne Unit, Rússia i la Xina. Es tractava d'animals arborícoles que tenien una dieta majoritàriament insectívora.